# Félmaszkos vöröslóri
A félmaszkos vöröslóri (Eos semilarvata), korábban csak félmaszkos lóri, a papagájalakúak (Psittaciformes) rendjébe, és a szakállaspapagáj-félék (Psittaculidae) családjába tartozó faj.

## Rendszerezése
A fajt Charles Lucien Jules Laurent Bonaparte francia ornitológus írta le 1850-ben.

## Előfordulása
Indonéziához tartozó Maluku-szigetek egyikén, Seram szigetén honos. Természetes élőhelyei a szubtrópusi és trópusi hegyi esőerdők. Magaslati vonuló.

## Megjelenése
Testhossza 24 centiméter.

## Életmódja
Virágokkal és nektárral táplálkozik.

## Természetvédelmi helyzete
Az elterjedési területe kicsi, egyedszáma 10 000–19 999 példány közötti és csökken. A Természetvédelmi Világszövetség Vörös listáján mérsékelten fenyegetett fajként szerepel.